# Антропофіти
Антропофіти (грец. anthropos — людина і грец. phyton — рослина) — антропофільні рослини (синантропи), що постійно зустрічаються в фітоценозах або в агроценозах внаслідок несвідомого або навмисного впливу людини. 
До них належать, по-перше, різні сміттєві і рудеральні рослини, а по-друге — рослини, культивовані людиною.
Антропофітами можуть бути:
1) місцеві сміттєві види (апофіти), що розмножилися в більш-менш порушених людиною фітоценозах (через випас тварин, сінокосіння, порубки та ін.) або в агроценозах; 
2) місцеві рудеральні види (рудефіти), що створюють короткочасні проценози на місцях, позбавлених людиною природної рослинності (пар, сміттєві місця та ін.); 
3) місцеві культивовані види;. 
4) іноземні види, несвідомо введені людиною в порушені фітоценози (неофіти) або ті, що натуралізувалися в агроценозах (епойкофіти); 
5) іноземні (інтродуковані) види, культивовані у вигляді агроценозів (агрофіти); 
6) здичавілі культурні рослини (ергазіофіти); 
7) іноземні види, не здатні акліматизуватися (ефемерофіти).

## Виноски
1. ↑  Rikli, 1947
2. ↑  Thellung, 1915